# Тайбо I, Пако Игнасио
Пако Игнасио Тайбо I (исп. Paco Ignacio Taibo I, полное имя Франсиско Игнасио Тайбо Лавилья Гонсалес Нава Суарес Вич Манхон (исп. Francisco Ignacio Taibo Lavilla González Nava Suárez Vich Manjón), 19 июня 1924 — 13 ноября 2008) — испано-мексиканский писатель, журналист и общественный деятель, вынужденный эмигрировать из-за преследований со стороны франкистского режима. Отец Пако Игнасио Тайбо II.
Был знаком с Луисом Бунюэлем, Луисом Алькорисой и др.